# Catantopsilus defurcatus
Catantopsilus defurcatus är en insektsart som beskrevs av Willy Adolf Theodor Ramme 1929. Catantopsilus defurcatus ingår i släktet Catantopsilus och familjen gräshoppor. Inga underarter finns listade i Catalogue of Life.